# Пјађе (Анкона)
Пјађе (итал. Piagge) насеље је у Италији у округу Анкона, региону Марке.
Према процени из 2011. у насељу је живело 32 становника. Насеље се налази на надморској висини од 284 м.